# Phare d'Obrestad
Le phare d'Obrestad (en norvégien : Obrestad fyr)  est un phare côtier situé dans la commune de Hå, dans le Comté de Rogaland (Norvège). Il est géré par l'administration côtière norvégienne (en norvégien : Kystverket).
Le phare est classé patrimoine culturel par le Riksantikvaren depuis 2000 .

## Histoire
Le phare est situé du côté nord du petit village agricole d'Obrestad (en) dans la municipalité de Hå. Il se trouve sur un promontoire à environ 5 kilomètres à l'ouest de Nærbø (en). Il a été allumé en 1873 et la tour a été reconstruite dans sa forme actuelle en 1950. Le phare a été automatisé en 1991 et il est devenu un bâtiment historique protégé depuis 2000.
Le gouvernement municipal de Hå a acheté la station en 2006. Il y a un musée dans le phare et la maison du gardien est disponible pour des réceptions privées ou des nuitées. Le site est ouvert aux visiteurs tous les jours de la mi-juin à la mi-août et le dimanche de mars à juin et d'août à décembre.

## Description
Le phare actuel  est une tour carrée en pierre de granit, avec un balcon et une lanterne de 16,5 mètres de haut. La tour jouxte une maison de gardien. La tour est peinte en blanc et la lanterne est rouge. Son feu fixe émet, à une hauteur focale de 39 mètres, un flash blanc toutes les 30 secondes. Sa portée nominale est de 18 milles nautiques (environ 33 km). Le feu continue a une intensité de 129.900 candelas et son flash blanc est de 1.526.000 candelas.
Il est équipé d'un radar Racon émettant la lettre 0 en code morse.
Identifiant : ARLHS : NOR-034 ; NF-0990 - Amirauté : B3220.1 - NGA : 22056.
|                      |
| Le phare (1890-1900) |

|                   |
| Le phare (actuel) |

### Lien connexe
- Liste des phares de Norvège